# Pye Records
Pye Records war ein britisches Musiklabel.

## Unternehmensgeschichte
Die Pye Radio Company verkaufte ursprünglich Fernseh- und Radiogeräte. Auf den Schallplattenmarkt drängte das Unternehmen, als es sich 1953 bei Nixa Records einkaufte. 1955 erwarb Pye auch Polygon Records, ein Label das von Alan A. Freeman und Leslie Clark, dem Vater von Petula Clark, gegründet worden war.
Die beiden Labels wurden vereint zu Pye Nixa Records. 1959 wurde der Name in Pye Records geändert, und der britische Fernsehsender Associated Television Network (ATV) übernahm 50 % des Unternehmens. ATV kaufte 1966 auch die andere Hälfte des Labels. Zwei weitere Labels wurden in den 1960er Jahren zudem geschaffen: Pye Golden Guinea Records und Piccadilly Records. Sie wurden in den 1970er Jahren durch Dawn Records ersetzt. Als die Rechte am Namen Pye 1980 ausliefen, benannte sich das Label um in PRT Records (Precision Records & Tapes).
1958 war außerdem Pye International Records ins Leben gerufen worden. Dieses Label vertrieb im Vereinigten Königreich viele US-amerikanische Plattenlabels wie Chess Records, A&M Records, Kama Sutra Records, Buddah Records, Casablanca Records und King Records.

## Künstler auf Pye / Pye Nixa / PRT Records
- Lonnie Donegan
- Petula Clark
- Donovan
- Julie Grant
- Anita Harris
- Don Fardon
- Sandie Shaw
- The Kinks
- Jackie Trent
- Carl Douglas
- The Searchers
- The Foundations
- The Honeycombs
- The Breakaways
- The Paper Dolls
- Status Quo
- Mungo Jerry auf Dawn Records
- Long John Baldry
- Jackie Lee
- Frankie Vaughan